# Wusum Stars FC
Der Wusum Stars Football Club of Bombali, auch als Wusum Stars FC bekannt, ist ein Fußballverein aus Makeni im westafrikanischen Sierra Leone. Der Verein spielt aktuell in der ersten Liga, der Sierra Leone Premier League.

## Erfolge
- Sierra-leonischer Pokalsieger: 1979

## Stadion
Der Verein trägt seine Heimspiele im Wusum Sports Stadium in Makeni aus. Die Sportstätte hat ein Fassungsvermögen von 2000 Personen.